# Moritzplatz (Berlin)
Der Moritzplatz in Berlin liegt in der ehemaligen Luisenstadt im Bezirk Friedrichshain-Kreuzberg. Er hat die Form eines Quadrates. Der Platz wurde 1841 nach Moritz von Oranien benannt.

## Lage und Erschließung
Die folgenden Straßenzüge kreuzen den Moritzplatz:
- Oranienstraße in Ost-West-Richtung
- Prinzenstraße in Nord-Süd-Richtung

Der Platz fungiert als Verteiler des Kraftfahrzeugverkehrs mit Kreisverkehr. Darunter liegt der U-Bahnhof Moritzplatz der Linie U8 mit seinen vier Ausgängen.
Der Platz liegt im Norden des Ortsteils Kreuzberg (SW 61). Rund 140 Meter nördlich des Platzes verläuft die Bezirksgrenze zwischen den Bezirken Mitte und Friedrichshain-Kreuzberg. Nördlich davon befand sich zwischen 1961 und 1989 der Grenzübergang Heinrich-Heine-Straße in der Berliner Mauer.

## Geschichte

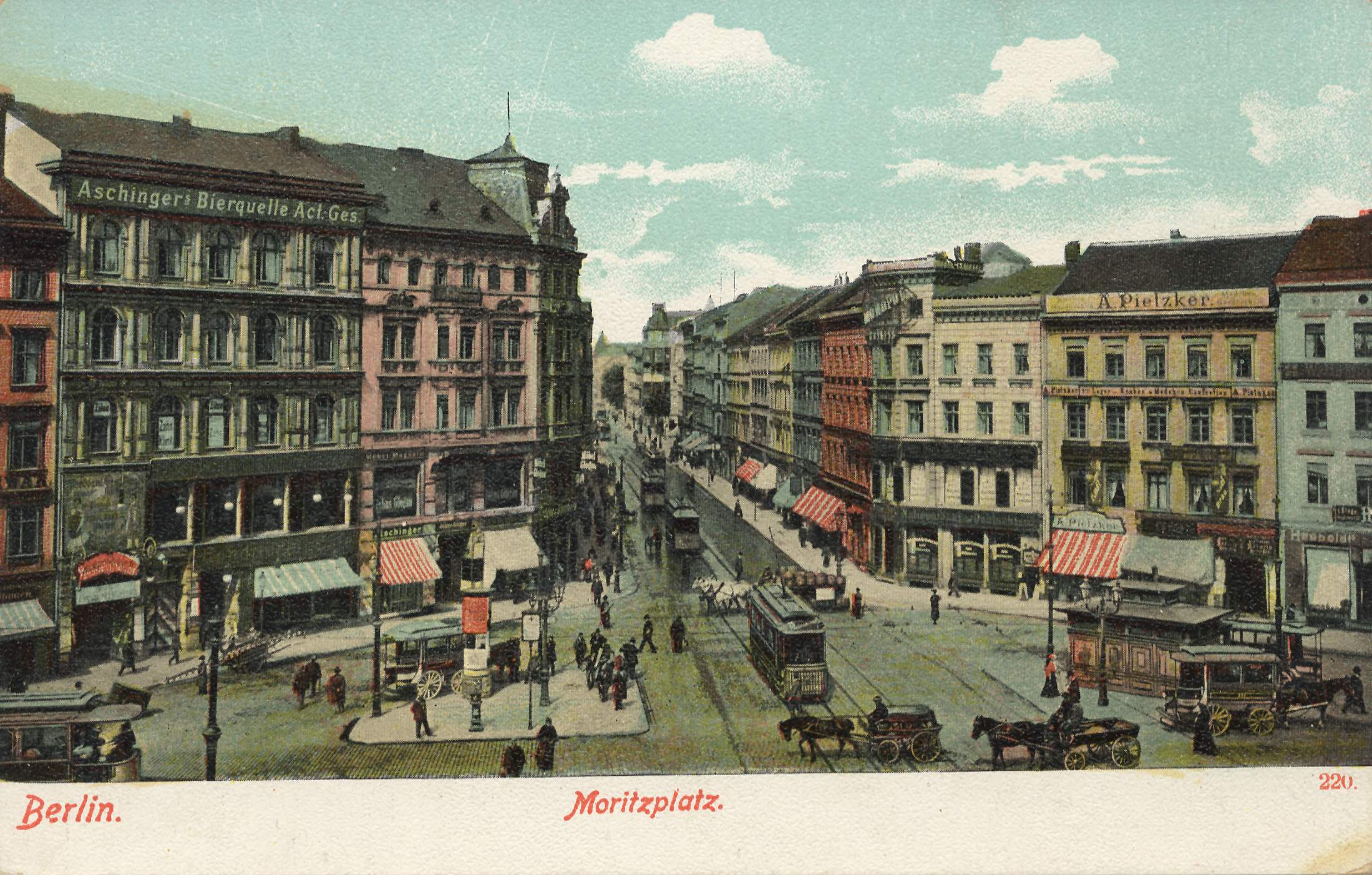
Moritzplatz um 1900 auf einer kolorierten Postkarte

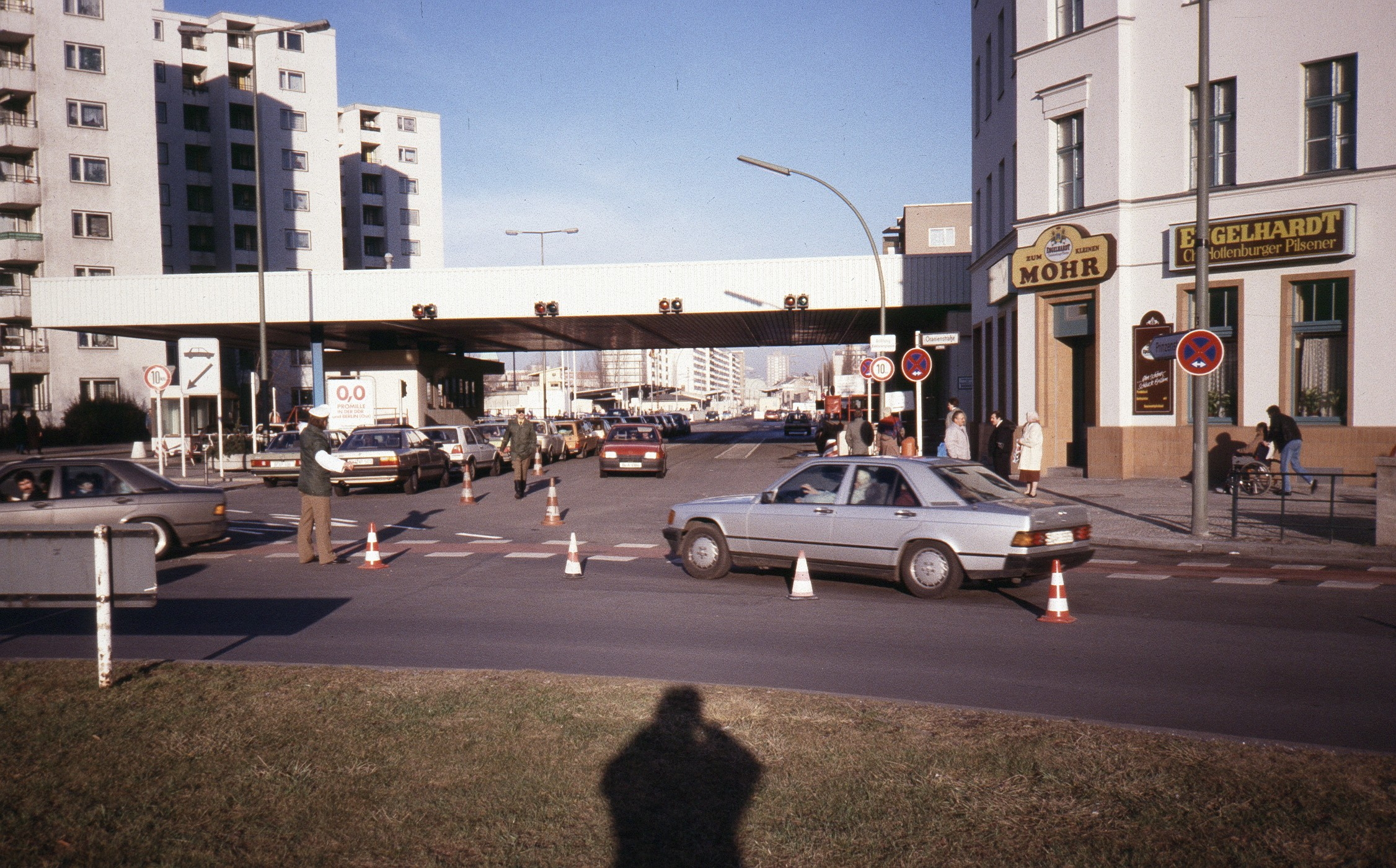
Moritzplatz mit den Grenzübergangseinrichtungen in der Prinzenstraße (vorn, West-Berlin) und Heinrich-Heine-Straße (dahinter, Ost-Berlin), Dezember 1989

Der Moritzplatz entstand um 1860 mit dem in südöstlicher Richtung angelegten Oranienplatz und Heinrichplatz auf dem ehemaligen Köpenicker Feld. Mit der schnellen Ausdehnung der Stadt Berlin wurde der Platz mit Kaufhäusern, Gaststätten, Wohnhäusern und Geschäften bebaut. Er galt als einer der belebtesten Einkaufsplätze in Kreuzberg. An der Südostflanke stand bis zur Zerstörung im Zweiten Weltkrieg ein Kaufhaus des Wertheim-Konzerns.
Aufgrund der von der damaligen Reichsbahn geplanten Ost-West-S-Bahn vom Anhalter Bahnhof über den Moritzplatz zum Görlitzer Bahnhof wurde die Untergrundstation im Mittelteil bereits als Turmbahnhof errichtet.
Am Vormittag des 3. Februar 1945 wurde Berlin von Kampfflugzeugen der 1st und 3rd Air Division der United States Army Air Forces bombardiert. Der Schwerpunkt des Luftangriffs lag um den Berliner Stadtkern, insbesondere dem Spittelmarkt, dem Neanderviertel und der Wallstraße bis zum Berliner Stadtschloss. Auch der Moritzplatz wurde getroffen. Grob gesehen blieben östlich des Platzes die meisten Altbauten stehen, während westlich von ihm vor allem in den 1950er und 1960er Jahren Neubauten errichtet wurden. In den 1970er Jahren wurden im Zuge der „Kahlschlagsanierungspolitik“ des Berliner Senats (Arbeitstitel: „Licht, Luft und Sonne“) alle noch verbliebenen Altbauten – bis auf einige der nordöstlich vom Platz liegenden – abgerissen; übrig blieben bis heute viele Brachflächen. Eine Seite des Platzes wartet auf eine baulich adäquate neue Raumfassung.
Die Straßenführung des Platzes war ursprünglich identisch mit der des Heinrichplatzes (heute: Rio-Reiser-Platz), wo sie heute noch so besteht. Nach dem Zweiten Weltkrieg (und vor 1953) wurde ein Kreisverkehr angelegt.

## Nutzung
Der Moritzplatz ist Teil eines Mischgebietes mit einem hohen Anteil an Gewerbe. Die Straßenfluchtlinien und die drei Platzanlagen Moritzplatz, Oranienplatz und Heinrichplatz wurden bereits im ersten Bebauungsplan von 1843 und dem von James Hobrecht überarbeiteten Planwerk der Luisenstadt von 1862 in Einzelheiten festgelegt. In den 1950er Jahren wurde der Baunutzungsplan Grundlage der städtebaulichen Entwicklung. Als in den 1960er Jahren der Flächennutzungsplan nach dem Leitbild der autogerechten Stadt zum Werkzeug der Stadtplaner wurde, plante man eine Autobahntangente (A 106) südlich der Oranienstraße. Diese Planung blockierte über Jahrzehnte die notwendige Sanierung der übrig gebliebenen Altbausubstanz und ließ Teile Kreuzbergs zu einer Stadtbrache verkommen. Erst mit der Internationalen Bauausstellung 1984/1987 wurden diese Pläne revidiert.

## Radverkehr
Im Zeitraum zwischen 2012 und 2014 wurden am Moritzplatz 150 Unfälle mit Radverkehrsbeteiligung gezählt. Im Jahr 2015 wurde die Straße um eine Autospur reduziert und der Radweg auf über drei Meter verbreitert und im Bereich der Ein- und Ausfahrten des Kreisverkehrs mit roter Farbe markiert. Die Anzahl der Unfälle mit Radbeteiligung sank nach Angaben der Verkehrsverwaltung anschließend um 37 Prozent und die Zahl der Unfälle, bei denen Menschen verletzt wurden, habe sich um die Hälfte reduziert. Der Radweg wurde laut Angaben aus dem Jahr 2016 täglich von etwa 7300 Radfahrern befahren, was 21 Prozent des Gesamtverkehrsaufkommens des Platzes entspricht. Aus einem von 42 Vorschlägen aus der Berliner Bevölkerung verlieh die Jugendabteilung des Berliner BUND dem Moritzplatz im Rahmen des 1. Berliner Fahrradpreises die „Goldene Klingel“ als herausragendes Beispiel für gelungene Verkehrsführung in der Kategorie „Straße“.

## Bekannte Unternehmen

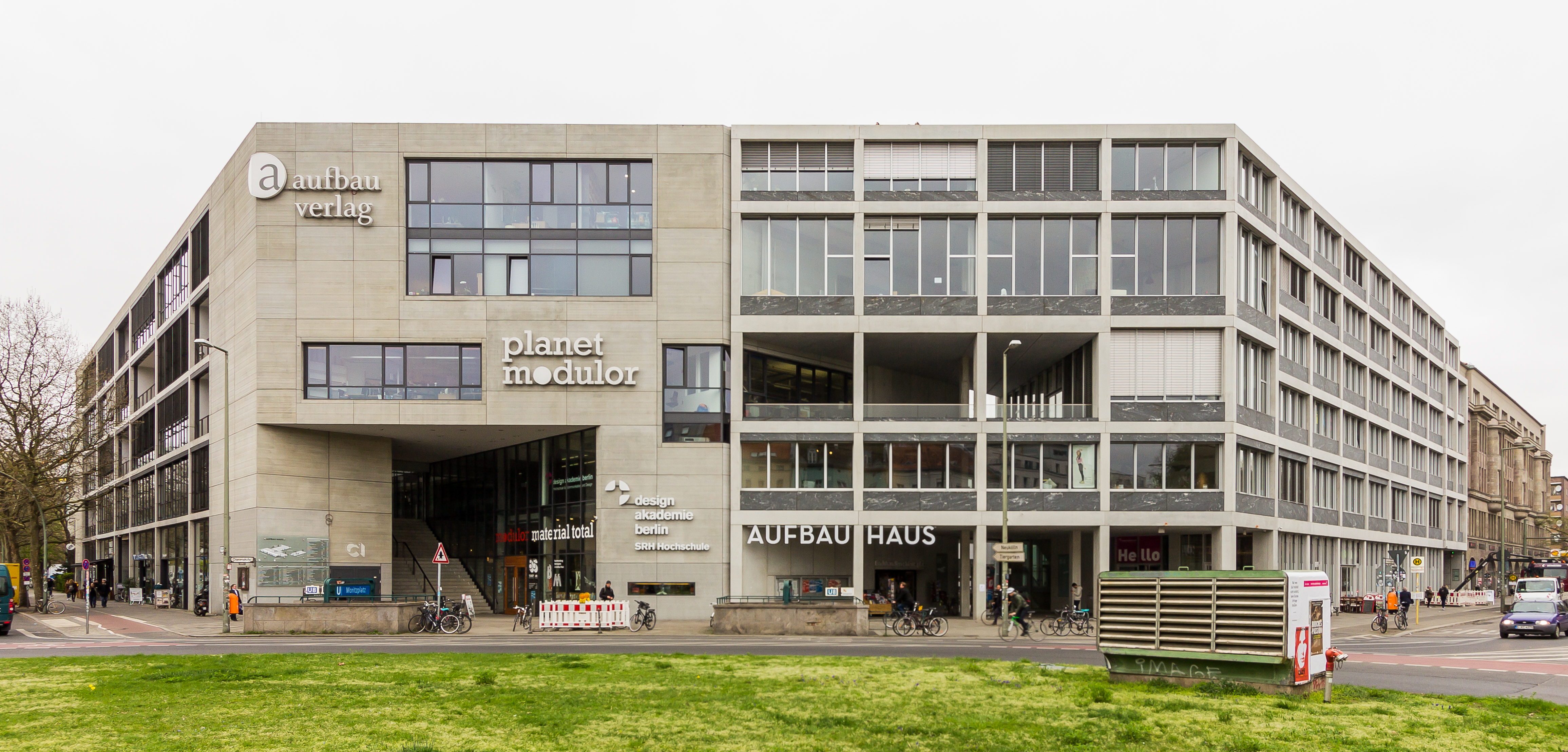
Das Aufbau Haus (1. und 2. Bauschnitt) am Moritzplatz

Auf der südöstlichen Platzseite befand sich das oben bereits genannte Kaufhaus Wertheim. Auf dem ehemaligen Wertheim-Gelände entstanden im Jahr 2009 die Prinzessinnengärten.
Auf der Südwestseite des Platzes stand ein Haus der Aschinger-Bierquelle Actien-Gesellschaft. Dort wurde in den 1970er Jahren die Textilfabrik Ertex mit zeittypischen Waschbeton-Fertigteilen errichtet. In dieses Gebäude zog Ende der 1980er Jahre die Berliner Pianofabrik C. Bechstein. Zu Beginn des 21. Jahrhunderts zog die Firma Bechstein aus, nachdem die Produktion ins sächsische Seifhennersdorf verlagert wurde. Für einige Jahre wurde ein Großteil der Immobilie von der Firma Visolux genutzt. 2009 wurde das Grundstück mit dem ehemaligen Fabrikgebäude von der Moritzplatz 1 Entwicklungsgesellschaft mbH gekauft. In Zusammenarbeit mit der Firma Modulor entstand hier ein Kreativ- und Künstlerhaus, das im Juni 2011 eröffnet wurde. Mitte Mai 2011 zog der traditionsreiche Aufbau Verlag in das Gebäude, der dem Haus auch seinen neuen Namen „Aufbau Haus“ gab. Seit 2014 ist in diesem Gebäudekomplex ebenso die design akademie berlin – SRH Hochschule für Kommunikation und Design mit dem Institut für Ludologie ansässig.